# 松浦由紀
松浦 由紀（まつうら ゆき）は、日本のサクソフォーン奏者。宮城県出身、兵庫県在住。

## 概要
12歳でサックスを始める。徳島文理大学音楽学部卒業。クラシカルサクソフォーンを専攻。サロンコンサート等室内楽の分野での演奏会に多数出演。ザ・シンフォニーホール・ふくやま芸術文化ホールにて、JOCジュニアオリジナルコンサートに出演。
阪口新や須川展也の特別レッスンを受講。上田啓二に師事。
30代でジャズと出会う。自己のカルテット・オルガントリオそのほかデュオやトリオなど演奏形態にとらわれず関西のライブハウスにて精力的に演奏活動を展開。現在YAMAHA音楽振興会サックス科講師。
土岐英史・荒崎英一郎に師事。